# JRA顕彰馬
JRA顕彰馬（ジェイアールエーけんしょうば）とは、中央競馬の発展に多大な貢献のあった競走馬の功績を讃え、後世まで顕彰していくために日本中央競馬会30周年記念事業（昭和59年）の一環として制度を発足し1984年に制定されたものである。
顕彰競走馬は「殿堂入り」に相当する。
競馬の殿堂には調教師・騎手顕彰者とともに顕彰馬の肖像画、ブロンズ像、関係資料が展示されている。

## 選考方法
現在の選考方法は10年以上競馬報道に携わっているマスコミ・新聞関係者による選考投票を行い（1名4頭までの連記式、「該当馬なし」として投じることも可能）、総投票者の4分の3以上の得票を得れば選出という方式であり、2015年より実施されている。
選考は毎年6月に行われ、10月の競馬開催日に表彰される。
選定対象馬は3月31日を起算日とし競走馬登録抹消1年以上経過し、20年以内の馬である。現役馬や競走馬登録抹消1年未満の馬、競走馬登録抹消20年を経過した馬は対象外である。
以下は、選考方法の変遷を記す。

### 1984年 - 1999年
1984年から1999年までは下記の選定基準により顕彰馬選考委員会の審議（委員の4分の3の賛成）により決定されていた。
選定条件は以下の通り。
- 競走成績が特に優秀であると認められる馬（原則としてGI競走に格付けされた重賞競走において3勝以上の成績を収めたもの）
- 競走成績が優秀であって、種牡馬または繁殖牝馬として、その産駒の競走成績が特に優秀であると認められる馬（上記に準ずる成績を収めた馬であって、GI競走において優勝した産駒が種牡馬にあっては5頭以上、繁殖牝馬にあっては2頭以上のもの）
- その他、中央競馬の発展に特に貢献があったと認められる馬（国際的に活躍し、中央競馬の評価を高めたもの、又は記録性、話題性、大衆性において中央競馬の発展に特に貢献のあったもの）

この方式で最後に選出されたのは、1999年のタイキシャトルである。
1990年には過去の競走馬に対する再度の選考を実施しテンポイント、コダマ、スピードシンボリ、メイヂヒカリが選ばれている。これは制度制定時にトウショウボーイを選出したにもかかわらず、その宿敵であったテンポイントが選出されなかった事に対して競馬ファンやマスコミ・関係者から批判がずっと繰り返されていた事が大きいとされるが、他にも産駒の活躍、他の選出馬との比較などで最初期の選考の時点と状況が大きく異なる馬が発生していたためである。
また、ダイナナホウシユウ(皐月賞、菊花賞、天皇賞・秋)、タケホープ(日本ダービー、菊花賞、天皇賞・春)、グリーングラス(菊花賞、天皇賞・春、有馬記念)のように上記の条件を満たしながら顕彰入り出来なかった馬もいる。
特にダイナナホウシユウは今と違い大レースの数も少なく天皇賞が勝ち抜け制度だった時代に八大競走3勝、29戦23勝(うち60キロ以上の斤量で8勝)さらに中央競馬の連勝記録(11連勝)も保持するほどの、時代を代表する名馬だったが、最初に行われた1984年の顕彰馬選考時に選出濃厚とされながら、選考委員のひとりが小柄な馬格を指摘しサラブレッドとしての品格に欠けるとして強硬に反対したため選出されなかった。

### 2001年 - 2003年
2001年からは現在とほぼ同じマスコミの投票による選考方法になったが、競走馬登録抹消からの年数制限はなかったため、タケシバオーら競走馬登録抹消20年以前の馬を推す古参の記者と、エルコンドルパサー、スペシャルウィークら近年の馬を推す中堅の記者との間で票が分散する傾向にあった。
そして2003年に投票対象となったテイエムオペラオーが古馬中長距離GI完全制覇、最多タイのGI7勝、賞金世界記録などの実績をもってしても75％の得票率をクリア出来ず落選。これに関してJRAのHPには抗議が殺到した。

### 2004年 - 2014年
前年のテイエムオペラオーの落選を受けて、競走馬登録を抹消してから20年も経過しているとその当時を知る人間が少なくなること、繁殖馬としての評価が定まることなどから、競走馬登録抹消後長い年月を経ている馬を投票対象とする選定方法の見直しが行われ、投票対象が登録抹消から20年以内の馬と制限されることとなった。
この選考方法では、2004年にテイエムオペラオー、2008年にディープインパクト、2011年にウオッカが選出された。

### 2015年以降
2015年からは、1人当たり2頭以内としていた投票頭数を4頭以内に変更した。その理由は、JRAの発表によると「競走カテゴリーの多様化により、あらゆる路線から活躍馬が出ていることなどから票が割れ、顕彰馬が選出されづらい状況にあるなか、顕彰馬としてふさわしい馬が適切に選出されることを目的としたもの。」
発表時期も4月下旬から5月上旬だったものが9月に変更された。2017年は7月、2018年からは6月に変更になった。
この選出方法では、2015年にオルフェーヴル、2016年にジェンティルドンナ、2018年にロードカナロア、2020年にキタサンブラック、2023年にアーモンドアイ、2024年にコントレイルとキングカメハメハが選出されている。
2021年、2022年と連続して顕彰馬の投票が選出基準の有効投票数の75%に至らず、2年連続で選出馬なしとなったが、特に2022年は競走馬登録抹消後初の投票対象となったGI競走9勝馬のアーモンドアイが落選したことで、関係者の中からも選定方法の見直しを求める意見が出るなど、物議を醸した。
2023年は前年落選したアーモンドアイは96.6%の得票率を得て顕彰馬に選出されたが、その一方で競走馬登録抹消後初の投票対象となった史上3頭目の無敗の三冠馬であったコントレイルが1票差（得票率74.9%）で顕彰馬から落選した。さらにこの年から登録抹消後20年を経過したため「選考対象期間外」となったステイゴールドへの投票行動（3票、無効票扱い）が見られたなど、選出基準や投票権を行使する記者の投票行動に対し再び物議を醸していた。
2024年の投票では、前年JRA賞の選出馬投票の際での投票行動でも問題が指摘されていた各メディア団体の「会友」（競馬の取材現場の一線から離れた元記者・アナウンサーなど。各団体の「会友」に移行して3年以上の対象者）の多くが投票資格を失った。前年1票差で選出を逃したコントレイル（得票率86.4%）と、毎年一定の票を得ながら選出基準に届かず、翌2025年が投票対象最終年に迫っていたキングカメハメハ（得票率81.3%）が選出され、2015年の投票方式になってから初めて複数馬が顕彰馬に選出されている。

### 特例での選出
それ以外の選出例としては、2004年のJRA50周年事業（JRAゴールデンジュビリーキャンペーン）と2014年のJRA60周年に、事業の一環として選考方法に特例を設けた。2004年は、当年から選定対象が登録抹消から20年以内になった事を踏まえて、投票対象から外れた登録抹消後21年以上が経過した馬（1983年12月31日以前に登録抹消した馬）についての選考が1名2頭まで連記式投票にて行われ、総投票者の4分の3以上の票を獲得したタケシバオーが顕彰馬に選出された。60周年の2014年は1人につき最大4頭まで投票可能にすることにより、エルコンドルパサーが選出された。当馬は選定対象になった2001年から、選出馬が出た年以外は全て高い得票率で1位の得票を集めていたものの選出に至らなかったが、ようやく晴れて顕彰馬入りを果たした。

## 顕彰馬一覧
| 画像 | 馬名               | 性 | 生年   | 選出年 | 競走成績 | 主な勝ち鞍 | 表彰等その他の功績 | 生産者           | 馬主                           | 調教師               | 騎手                                |
| ---- | ------------------ | -- | ------ | ------ | -------- | --- | --- | ---------------- | ------------------------------ | -------------------- | ----------------------------------- |
|      | クモハタ           | 牡 | 1936年 | 1984年 | 21戦9勝  | 1939年 - 東京優駿競走 | 1952年～1957年 - リーディングサイアー 1964年 - リーディングBMS                                                                                   | 下総御料牧場     | 加藤雄策                       | 田中和一郎           | 阿部正太郎                          |
|      | セントライト       | 牡 | 1938年 | 1984年 | 12戦9勝  | 1941年 - 横濱農林省賞典4歳呼馬、東京優駿競走、京都農商省賞典4歳呼馬                                                                         | | 小岩井農場       | 加藤雄策                       | 田中和一郎           | 小西喜蔵                            |
|      | クリフジ           | 牝 | 1940年 | 1984年 | 11戦11勝 | 1943年 - 東京優駿競走、阪神優駿牝馬、京都農商省賞典4歳呼馬                                                                                  | | 下総御料牧場     | 栗林友二                       | 尾形藤吉             | 前田長吉                            |
|      | トキツカゼ         | 牝 | 1944年 | 1984年 | 30戦11勝 | 1947年 - 農林省賞典、優駿牝馬 | 年度代表馬2頭の母 | 益田牧場         | 川口鷲太郎                     | 大久保房松           | 佐藤嘉秋                            |
|      | トサミドリ         | 牡 | 1946年 | 1984年 | 31戦21勝 | 1949年 - 皐月賞、菊花賞 | 八大競走勝ち馬7頭の父 1977年 - リーディングBMS                                                                                                   | 盛田牧場         | 斎藤健二郎                     | 望月与一郎 →稗田虎伊 | 浅野武志                            |
|      | トキノミノル       | 牡 | 1948年 | 1984年 | 10戦10勝 | 1950年 - 朝日盃3歳ステークス 1951年 - 皐月賞、東京優駿                                                                                      | | 本桐牧場         | 永田雅一                       | 田中和一郎           | 岩下密政                            |
|      | メイヂヒカリ       | 牡 | 1952年 | 1990年 | 21戦16勝 | 1954年 - 朝日盃3歳ステークス 1955年 - 菊花賞 1956年 - 天皇賞・春、中山グランプリ                                                            | 1954年 - 最優秀3歳牡馬 1955年 - 最優秀4歳牡馬 1956年 - 年度代表馬・最優秀5歳以上牡馬                                                             | 大塚牧場         | 新田新作 →新田松江             | 藤本冨良             | 蛯名武五郎                          |
|      | ハクチカラ         | 牡 | 1953年 | 1984年 | 49戦21勝 | 1956年 - 東京優駿 1957年 - 天皇賞・秋、有馬記念 1959年 - ワシントンバースデーハンデキャップ                                                 | 1957年 - 年度代表馬・最優秀5歳以上牡馬 | ヤシマ牧場       | 西博                           | 尾形藤吉             | 保田隆芳                            |
|      | セイユウ           | 牡 | 1954年 | 1985年 | 49戦26勝 | 1957年 - 読売カップ・春、セントライト記念、読売カップ・秋                                                                                   | 1956・1957年 - 最優秀アラブ | 日高種畜牧場     | 河野通                         | 稲葉秀男             | 高松三太 梶与四松                   |
|      | コダマ             | 牡 | 1957年 | 1990年 | 17戦12勝 | 1959年 - 阪神3歳ステークス 1960年 - 皐月賞、東京優駿 1962年 - 宝塚記念                                                                      | 1960年 - 年度代表馬・最優秀4歳牡馬 | 鎌田牧場         | 伊藤由五郎                     | 武田文吾             | 栗田勝 渡辺正人                     |
|      | シンザン           | 牡 | 1961年 | 1984年 | 19戦15勝 | 1964年 - 皐月賞、東京優駿、菊花賞 1965年 - 宝塚記念、天皇賞・秋、有馬記念                                                                   | 1964年 - 年度代表馬・最優秀4歳牡馬 1965年 - 年度代表馬・最優秀5歳以上牡馬                                                                        | 松橋吉松         | 橋元幸吉                       | 武田文吾             | 栗田勝 松本善登                     |
|      | スピードシンボリ   | 牡 | 1963年 | 1990年 | 43戦17勝 | 1967年 - 天皇賞・春 1969年 - 有馬記念 1970年 - 宝塚記念、有馬記念                                                                           | 1967・1970年 - 年度代表馬・最優秀5歳以上牡馬 | シンボリ牧場     | 和田共弘                       | 野平富久 →野平省三   | 野平祐二                            |
|      | タケシバオー       | 牡 | 1965年 | 2004年 | 29戦16勝 | 1967年 - 朝日盃3歳ステークス 1969年 - 天皇賞・春                                                                                            | 1967年 - 最優秀3歳牡馬 1969年 - 年度代表馬・最優秀5歳以上牡馬                                                                                    | 榊憲治           | 小畑正雄                       | 三井末太郎           | 中野渡清一 古山良司                 |
|      | グランドマーチス   | 牡 | 1969年 | 1985年 | 63戦23勝 | 1974年 - 中山大障害・春、中山大障害・秋、京都大障害・秋 1975年 - 中山大障害・春、京都大障害・春、中山大障害・秋、京都大障害・秋             | 1974・1975年 - 最優秀障害馬 | 中央牧場         | 大久保興産（株）               | 伊藤修司             | 寺井千万基 法理弘                   |
|      | ハイセイコー       | 牡 | 1970年 | 1984年 | 22戦13勝 | 1973年 - 皐月賞 1974年 - 宝塚記念 | 1973年 - 大衆賞 | 武田牧場         | （株）王優→ ホースマンクラブ   | 伊藤正美→ 鈴木勝太郎 | 増沢末夫                            |
|      | トウショウボーイ   | 牡 | 1973年 | 1984年 | 15戦10勝 | 1976年 - 皐月賞、有馬記念 1977年 - 宝塚記念                                                                                                 | 1976年 - 年度代表馬・最優秀4歳牡馬 | 藤正牧場         | トウショウ産業（株）           | 保田隆芳             | 池上昌弘 武邦彦                     |
|      | テンポイント       | 牡 | 1973年 | 1990年 | 18戦11勝 | 1975年 - 阪神3歳ステークス 1977年 - 天皇賞・春、有馬記念                                                                                    | 1975年 - 最優秀3歳牡馬 1977年 - 年度代表馬・最優秀5歳以上牡馬 1978年 - マスコミ賞                                                                | 吉田牧場         | 高田久成                       | 小川佐助             | 鹿戸明                              |
|      | マルゼンスキー     | 牡 | 1974年 | 1990年 | 8戦8勝   | 1976年 - 朝日杯3歳ステークス | 1976年 - 最優秀3歳牡馬 | 橋本牧場         | 橋本善吉                       | 本郷重彦             | 中野渡清一                          |
|      | ミスターシービー   | 牡 | 1980年 | 1986年 | 15戦8勝  | 1983年 - 皐月賞、東京優駿、菊花賞 1984年 - 天皇賞・秋                                                                                       | 1983年 - 年度代表馬・最優秀4歳牡馬・最優秀父内国産馬 1984年 - 最優秀父内国産馬                                                                   | 千明牧場         | 千明牧場                       | 松山康久             | 吉永正人                            |
|      | シンボリルドルフ   | 牡 | 1981年 | 1987年 | 16戦13勝 | 1984年 - 皐月賞、東京優駿、菊花賞、有馬記念 1985年 - 天皇賞・春、ジャパンカップ、有馬記念                                                   | 1984年 - 年度代表馬・最優秀4歳牡馬 1985年 - 年度代表馬・最優秀5歳以上牡馬                                                                        | シンボリ牧場     | シンボリ牧場                   | 野平祐二             | 岡部幸雄                            |
|      | メジロラモーヌ     | 牝 | 1983年 | 1987年 | 12戦9勝  | 1986年 - 桜花賞、優駿牝馬、エリザベス女王杯                                                                                                 | 1985年 - 最優秀3歳牝馬 1986年 - 最優秀4歳牝馬 | メジロ牧場       | （有）メジロ牧場               | 奥平真治             | 河内洋                              |
|      | オグリキャップ     | 牡 | 1985年 | 1991年 | 32戦22勝 | 1988年 - 有馬記念 1989年 - マイルチャンピオンシップ 1990年 - 安田記念、有馬記念                                                             | 1988年 - 最優秀4歳牡馬 1989年 - 特別賞 1990年 - 年度代表馬・最優秀5歳以上牡馬                                                                    | 稲葉牧場         | 小栗孝一 →佐橋五十雄 →近藤俊典 | 鷲見昌勇 →瀬戸口勉   | 岡部幸雄 南井克巳 武豊              |
|      | メジロマックイーン | 牡 | 1987年 | 1994年 | 21戦12勝 | 1990年 - 菊花賞 1991年 - 天皇賞・春 1992年 - 天皇賞・春 1993年 - 宝塚記念                                                                   | 1991年 - 最優秀5歳以上牡馬 | メジロ牧場       | メジロ商事（株）               | 池江泰郎             | 内田浩一 武豊                       |
|      | トウカイテイオー   | 牡 | 1988年 | 1995年 | 12戦9勝  | 1991年 - 皐月賞、東京優駿 1992年 - ジャパンカップ 1993年 - 有馬記念                                                                         | 1991年 - 年度代表馬・最優秀4歳牡馬・最優秀父内国産馬 1993年 - 特別賞                                                                             | 長浜牧場         | 内村正則                       | 松元省一             | 安田隆行 岡部幸雄 田原成貴          |
|      | ナリタブライアン   | 牡 | 1991年 | 1997年 | 21戦12勝 | 1993年 - 朝日杯3歳ステークス 1994年 - 皐月賞、東京優駿、菊花賞、有馬記念                                                                    | 1993年 - 最優秀3歳牡馬 1994年 - 年度代表馬・最優秀4歳牡馬                                                                                        | 早田牧場新冠支場 | 山路秀則                       | 大久保正陽           | 南井克巳                            |
|      | タイキシャトル     | 牡 | 1994年 | 1999年 | 13戦11勝 | 1997年 - マイルチャンピオンシップ、スプリンターズステークス 1998年 - 安田記念、ジャック・ル・マロワ賞、マイルチャンピオンシップ             | 1997年 - 最優秀短距離馬 1998年 - 年度代表馬・最優秀5歳以上牡馬・最優秀短距離馬                                                                   | 大樹ファーム     | （有）大樹ファーム             | 藤沢和雄             | 横山典弘 岡部幸雄                   |
|      | エルコンドルパサー | 牡 | 1995年 | 2014年 | 11戦8勝  | 1998年 - NHKマイルカップ、ジャパンカップ 1999年 - サンクルー大賞                                                                            | 1998年 - 最優秀4歳牡馬 1999年 - 年度代表馬・最優秀5歳以上牡馬                                                                                    | 渡邊隆           | 渡邊隆                         | 二ノ宮敬宇           | 的場均 蛯名正義                     |
|      | テイエムオペラオー | 牡 | 1996年 | 2004年 | 26戦14勝 | 1999年 - 皐月賞 2000年 - 天皇賞・春、宝塚記念、天皇賞・秋、ジャパンカップ、有馬記念 2001年 - 天皇賞・春                                     | 1999年 - 最優秀4歳牡馬 2000年 - 年度代表馬・最優秀5歳以上牡馬                                                                                    | 杵臼牧場         | 竹園正繼                       | 岩元市三             | 和田竜二                            |
|      | キングカメハメハ   | 牡 | 2001年 | 2024年 | 8戦7勝   | 2004年 - NHKマイルカップ、東京優駿 | 2004年 - 最優秀3歳牡馬 2010年・2011年 - リーディングサイアー 2020年〜2022年 - リーディングBMS                                                    | ノーザンファーム | 金子真人                       | 松田国英             | 安藤勝己                            |
|      | ディープインパクト | 牡 | 2002年 | 2008年 | 14戦12勝 | 2005年 - 皐月賞、東京優駿、菊花賞 2006年 - 天皇賞・春、宝塚記念、ジャパンカップ、有馬記念                                                   | 2005年 - 年度代表馬・最優秀3歳牡馬 2006年 - 年度代表馬・最優秀4歳以上牡馬 2012年～2022年 - リーディングサイアー 2023年・2024年 - リーディングBMS | ノーザンファーム | 金子真人HD（株）               | 池江泰郎             | 武豊                                |
|      | ウオッカ           | 牝 | 2004年 | 2011年 | 26戦10勝 | 2006年 - 阪神ジュベナイルフィリーズ 2007年 - 東京優駿 2008年 - 安田記念、天皇賞・秋 2009年 - ヴィクトリアマイル、安田記念、ジャパンカップ   | 2006年 - 最優秀2歳牝馬 2007年 - 特別賞 2008・2009年 - 年度代表馬・最優秀4歳以上牝馬                                                              | カントリー牧場   | 谷水雄三                       | 角居勝彦             | 四位洋文 岩田康誠 武豊 C.ルメール   |
|      | オルフェーヴル     | 牡 | 2008年 | 2015年 | 21戦12勝 | 2011年 - 皐月賞、東京優駿、菊花賞、有馬記念 2012年 - 宝塚記念 2013年 - 有馬記念                                                             | 2011年 - 年度代表馬・最優秀3歳牡馬 2012・2013年 - 最優秀4歳以上牡馬                                                                              | 白老ファーム     | サンデーレーシング             | 池江泰寿             | 池添謙一                            |
|      | ロードカナロア     | 牡 | 2008年 | 2018年 | 19戦13勝 | 2012年 - スプリンターズステークス、香港スプリント 2013年 - 高松宮記念、安田記念、スプリンターズステークス、香港スプリント                   | 2012年 - 最優秀短距離馬 2013年 - 年度代表馬・最優秀短距離馬                                                                                      | ケイアイファーム | ロードホースクラブ             | 安田隆行             | 岩田康誠                            |
|      | ジェンティルドンナ | 牝 | 2009年 | 2016年 | 19戦10勝 | 2012年 - 桜花賞、優駿牝馬、秋華賞、ジャパンカップ 2013年 - ジャパンカップ 2014年 - ドバイシーマクラシック、有馬記念                         | 2012年 - 年度代表馬・最優秀3歳牝馬 2013年 - 最優秀4歳以上牝馬 2014年 - 年度代表馬・最優秀4歳以上牝馬                                             | ノーザンファーム | サンデーレーシング             | 石坂正               | 岩田康誠 川田将雅 R.ムーア 戸崎圭太 |
|      | キタサンブラック   | 牡 | 2012年 | 2020年 | 20戦12勝 | 2015年 - 菊花賞 2016年 - 天皇賞・春、ジャパンカップ 2017年 - 大阪杯、天皇賞・春、天皇賞・秋、有馬記念                                       | 2016・2017年 - 年度代表馬・最優秀4歳以上牡馬 | ヤナガワ牧場     | （有）大野商事                 | 清水久詞             | 北村宏司 武豊                       |
|      | アーモンドアイ     | 牝 | 2015年 | 2023年 | 15戦11勝 | 2018年 - 桜花賞、優駿牝馬、秋華賞、ジャパンカップ 2019年 - ドバイターフ、天皇賞・秋 2020年 - ヴィクトリアマイル、天皇賞・秋、ジャパンカップ | 2018年 - 年度代表馬・最優秀3歳牝馬 2020年 - 年度代表馬・最優秀4歳以上牝馬                                                                        | ノーザンファーム | シルクレーシング               | 国枝栄               | C.ルメール                          |
|      | コントレイル       | 牡 | 2017年 | 2024年 | 11戦8勝  | 2019年 - ホープフルステークス 2020年 - 皐月賞、東京優駿、菊花賞 2021年 - ジャパンカップ                                                     | 2019年 - 最優秀2歳牡馬 2020年 - 最優秀3歳牡馬 2021年 - 最優秀4歳以上牡馬                                                                         | ノースヒルズ     | 前田晋二                       | 矢作芳人             | 福永祐一                            |
|      | イクイノックス     | 牡 | 2019年 | 2025年 | 10戦8勝  | 2022年 - 天皇賞・秋、有馬記念 2023年 - ドバイシーマクラシック、 宝塚記念、天皇賞・秋、ジャパンカップ                                        | 2022年 - 年度代表馬・最優秀3歳牡馬 2023年 - 年度代表馬・最優秀4歳以上牡馬・ワールドベストレースホース                                            | ノーザンファーム | シルクレーシング               | 木村哲也             | C.ルメール                          |

※騎手については八大競走もしくはGI級競走に勝利した際の鞍上、及び中央競馬においてその馬に最も多く騎乗していた者等を表記

### 顕彰馬に関する記録

#### 親子での顕彰馬選出
| 組    | 親馬名             | 選出年 | 仔馬名             | 選出年 |
| ----- | ------------------ | ------ | ------------------ | ------ |
| 1組目 | トウショウボーイ   | 1984年 | ミスターシービー   | 1986年 |
| 2組目 | クモハタ           | 1984年 | メイヂヒカリ       | 1990年 |
| 3組目 | シンボリルドルフ   | 1987年 | トウカイテイオー   | 1995年 |
| 4組目 | ディープインパクト | 2008年 | ジェンティルドンナ | 2016年 |
| 5組目 | ロードカナロア     | 2018年 | アーモンドアイ     | 2023年 |
| 6組目 | ディープインパクト | 2008年 | コントレイル       | 2024年 |
| 7組目 | キングカメハメハ   | 2024年 | ロードカナロア     | 2018年 |
| 8組目 | キタサンブラック   | 2020年 | イクイノックス     | 2025年 |

#### 親子3代での顕彰馬選出
| 組    | 親馬名           | 選出年 | 2代目          | 選出年 | 3代目          | 選出年 |
| ----- | ---------------- | ------ | -------------- | ------ | -------------- | ------ |
| 1組目 | キングカメハメハ | 2024年 | ロードカナロア | 2018年 | アーモンドアイ | 2023年 |

#### 兄弟での顕彰馬選出
| 組    | 馬名         | 選出年 | 馬名       | 選出年 |
| ----- | ------------ | ------ | ---------- | ------ |
| 1組目 | セントライト | 1984年 | トサミドリ | 1984年 |

- 2025年現在、顕彰馬を制定した1984年を除いて有資格初年度に殿堂入りしたのはミスターシービー・シンボリルドルフ・メジロラモーヌ・オグリキャップ・メジロマックイーン・トウカイテイオー・ナリタブライアン・タイキシャトル・ディープインパクト・ウオッカ・オルフェーヴル・ジェンティルドンナ・イクイノックスの13頭である[注 1]。

## 過去の顕彰馬選定結果

### 1人あたり最大2頭投票時代
2001年度
- 投票結果：対象馬なし
- 投票者数：132名（99票以上で選出）
- 得票数内訳
  - エルコンドルパサー 60（45.4%）
  - スペシャルウィーク 54 (40.9%）
  - タケシバオー 26 (19.6%)
  - マヤノトップガン 11 (8.3%)
  - エアグルーヴ 8 (6%)

2002年度
- 投票結果：対象馬なし
- 投票者数：137名（103票以上で選出）
- 得票数内訳
  - エルコンドルパサー 65（47.4%）
  - タケシバオー 46 (33.5%)
  - スペシャルウィーク 31 (22.6%）

2003年度
- 投票結果：対象馬なし
- 投票者数：154名（116票以上で選出）
- 得票数内訳
  - テイエムオペラオー 105 (68.1%)　
  - エルコンドルパサー
  - タケシバオー
  - スペシャルウィーク

2004年度
- 投票結果：テイエムオペラオー、タケシバオー
- 選考対象馬:
  - 昭和58年以前に競走馬登録を抹消された馬
  - 昭和59年1月1日から平成15年3月31日の間に競走馬登録を抹消された馬

2つの区分に分け、それぞれ2頭まで投票可能 
- 得票数内訳(選出馬のみ)
  - テイエムオペラオー 151 (87.8%)→顕彰馬に選出
  - タケシバオー 141 (82.0%)→顕彰馬に選出

2005年度
- 投票結果：対象馬なし
- 投票者数：182名（137票以上で選出）
- 選考対象馬：昭和59年4月1日から平成16年3月31日の間に競走馬登録を抹消した馬
- 得票数内訳（10票以上）
  - エルコンドルパサー 119 (65.4%)
  - スペシャルウィーク 55 (30.2%)
  - シンボリクリスエス 37 (20.3%)
  - アグネスデジタル 29 (15.9%)
  - ニホンピロウイナー 18 (9.9%)
  - ミホノブルボン 11 (6.0%)
  - 該当馬なし 83
  - 無効票 1

2006年度
- 投票結果：対象馬なし
- 投票者数：185名（139票以上で選出）
- 選考対象馬：昭和60年4月1日から平成17年3月31日の間に競走馬登録を抹消した馬
- 得票数内訳（10票以上）
  - エルコンドルパサー 108 (58.4%)
  - スペシャルウィーク 77 (41.6%)
  - アグネスデジタル 16 (8.6%)
  - ミホノブルボン 16 (8.6%)
  - シンボリクリスエス 12 (6.5%)
  - 該当馬なし 83

2007年度
- 投票結果：対象馬なし
- 投票者数：197名（148票以上で選出）
- 選考対象馬：昭和61年4月1日から平成18年3月31日の間に競走馬登録を抹消した馬
- 得票数内訳（10票以上）
  - エルコンドルパサー 135 (68.5%)
  - スペシャルウィーク 75 (38.1%)
  - アグネスデジタル 16 (8.1%)
  - スティルインラブ 14 (7.1%)
  - ゼンノロブロイ 10 (5.1%)
  - 該当馬なし 91

2008年度
- 投票結果：ディープインパクト
- 選考対象馬：昭和62年4月1日から平成19年3月31日の間に競走馬登録を抹消した馬
- 投票者数：186名（140票以上で選出）
- 得票数内訳（上位5頭）
  - ディープインパクト 161 (86.6%)→顕彰馬に選出
  - エルコンドルパサー 95 (51.1%)
  - スペシャルウィーク 26 (14.0%)
  - アグネスデジタル 7 (3.8%)
  - ハーツクライ 5 (2.9%)
  - 該当馬なし 78

2009年度
- 投票結果：対象馬なし
- 選考対象馬：昭和63年4月1日から平成20年3月31日の間に競走馬登録を抹消した馬
- 投票者数：197名（148票以上で選出）
- 得票数内訳（上位5頭）
  - エルコンドルパサー 132 (67.0%)
  - スペシャルウィーク 65 (33.0%)
  - アグネスデジタル 13 (6.6%)
  - ダイワメジャー 13 (6.6%)
  - アグネスタキオン 10 (5.1%)
  - 該当馬なし 111

2010年度
- 投票結果：対象馬なし
- 選考対象馬：平成元年4月1日から平成21年3月31日の間に競走馬登録を抹消した馬
- 投票者数：191名（144票以上で選出）
- 得票数内訳（上位5頭）
  - エルコンドルパサー 126 (65.6%)
  - スペシャルウィーク 63 (32.8%)
  - ダイワスカーレット 62 (31.8%)
  - アグネスデジタル 18 (9.4%)
  - メイショウサムソン 6 (3.1%)
  - 該当馬なし 77[注 2]

2011年度
- 投票結果：ウオッカ
- 選考対象馬：平成2年4月1日から平成22年3月31日の間に競走馬登録を抹消した馬
- 投票者数：186名（140票以上で選出）
- 得票数内訳（上位5頭）
  - ウオッカ 157(84.4%)→顕彰馬に選出
  - エルコンドルパサー 118 (63.4%)
  - スペシャルウィーク 29 (15.6%)
  - ダイワスカーレット 15 (8.1%)
  - アグネスデジタル 7 (3.8%)
  - 該当馬なし 29
  - 無効票 1[注 3]

2012年度
- 投票結果：対象馬なし
- 選考対象馬：平成3年4月1日から平成23年3月31日の間に競走馬登録を抹消した馬
- 投票者数：185名（139票以上で選出）
- 得票数内訳（上位5頭）
  - エルコンドルパサー 137 (74.1%)
  - スペシャルウィーク 82 (44.3%)
  - ダイワスカーレット 40 (21.6%)
  - アグネスデジタル 8 (4.3%)
  - ヴァーミリアン 6 (3.2%)
  - サイレンススズカ 6 (3.2%)
  - 該当馬なし 67
  - 無効票 1[注 3]

2013年度
- 投票結果：対象馬なし
- 選考対象馬：平成4年4月1日から平成24年3月31日の間に競走馬登録を抹消した馬
- 投票者数：184名（138票以上で選出）
- 得票数内訳（上位5頭）
  - エルコンドルパサー 119 (64.7%)
  - ブエナビスタ 90 (48.9%)
  - ヴィクトワールピサ 49 (26.6%)
  - スペシャルウィーク 44 (23.9%)
  - ダイワスカーレット 17 (9.2%)
  - 該当馬なし 28

### 1人あたり最大4頭投票時代
2014年度
出典:JRAホームページ
- 投票結果：エルコンドルパサー
- 選考対象馬：平成5年4月1日から平成25年3月31日の間に競走馬登録を抹消した馬
- 投票者数：195名（147票以上で選出）
- 得票数内訳（上位5頭）
  - エルコンドルパサー 156 (80.0%)→顕彰馬に選出
  - ブエナビスタ 140(71.8%)
  - スペシャルウィーク 107(54.9%)
  - ヴィクトワールピサ 93(47.7%)
  - ダイワスカーレット 47(24.1%)
  - 該当馬なし 133(68.2%)

当年はJRA60周年記念事業の一環として、投票者1人あたり最大4頭まで投票が可能だった。
2015年度
出典:JRAホームページ
- 投票結果：オルフェーヴル
- 選考対象馬：平成6年4月1日から平成26年3月31日の間に競走馬登録を抹消した馬
- 投票者数：196名（147票以上で選出）
- 得票数内訳（上位5頭）
  - オルフェーヴル 188 (95.9%)→顕彰馬に選出
  - ロードカナロア 119(60.7%)
  - ブエナビスタ 111(56.6%)
  - スペシャルウィーク 90(45.9%)
  - ヴィクトワールピサ 50(25.5%)

従来の記者1人あたり2票までの投票を、一人あたり最大4頭に拡大して投票を実施。平成26年度は記念事業の一環であり、本年度から正式に投票数が拡大となった。
2016年度
出典:JRAホームページ
- 投票結果：ジェンティルドンナ
- 選考対象馬：平成7年4月1日から平成27年3月31日の間に競走馬登録を抹消した馬
- 投票者数：198名（149票以上で選出）
- 得票数内訳（上位5頭）
  - ジェンティルドンナ 155 (78.3%)→顕彰馬に選出
  - ロードカナロア 125 (63.1%)
  - ブエナビスタ 113 (57.1%)
  - スペシャルウィーク 86 (43.4%)
  - ヴィクトワールピサ 54 (27.3%)

2017年度
出典:JRAホームページ
- 投票結果：対象馬なし
- 選考対象馬：平成8年4月1日から平成28年3月31日の間に競走馬登録を抹消した馬
- 投票者数：207名（156票以上で選出）
- 得票数内訳（上位5頭）
  - ロードカナロア 152 (73.4%)
  - ブエナビスタ 118 (57.0%)
  - スペシャルウィーク 94 (45.4%)
  - ゴールドシップ　93 (44.9%)　
  - ヴィクトワールピサ 73 (35.3%)

2018年度
出典:JRAホームページ
- 投票結果：ロードカナロア
- 選考対象馬：平成9年4月1日から平成29年3月31日の間に競走馬登録を抹消した馬
- 投票者数：190名（143票以上で選出）
- 得票数内訳（上位5頭）
  - ロードカナロア 156 (82.1%)→顕彰馬に選出
  - ブエナビスタ 95 (50.0%)
  - スペシャルウィーク 89 (46.8%)
  - モーリス　87 (45.8%)　
  - ゴールドシップ 44 (23.2%)

2019年度
出典:JRAホームページ
- 投票結果：対象馬なし
- 選考対象馬：平成10年4月1日から平成30年3月31日の間に競走馬登録を抹消した馬
- 投票者数：193名（145票以上で選出）
- 得票数内訳（上位5頭）
  - キタサンブラック 140 (72.5%)
  - ブエナビスタ 94 (48.7%)
  - モーリス 89 (46.1%)
  - スペシャルウィーク　88 (45.6%)　
  - ヴィクトワールピサ 46 (23.8%)

2020年度
出典:JRAホームページ
- 投票結果：キタサンブラック
- 選考対象馬：平成11年4月1日から平成31年3月31日の間に競走馬登録を抹消した馬
- 投票者数：196名（147票以上で選出）
- 得票数内訳（上位5頭）
  - キタサンブラック 158 (80.6%)→顕彰馬に選出
  - ブエナビスタ 95 (48.5%)
  - スペシャルウィーク 90 (45.9%)
  - キングカメハメハ 80 (40.8%)
  - モーリス 67 (34.2%)

2021年度
出典:JRAホームページ
- 投票結果：対象馬なし
- 選考対象馬：平成12年4月1日から令和2年3月31日の間に競走馬登録を抹消した馬
- 投票者数：203名（153票以上で選出）
- 得票数内訳（上位5頭）
  - キングカメハメハ 141 (69.5%)
  - ブエナビスタ 121 (59.6%)
  - モーリス 96 (47.3%)
  - ヴィクトワールピサ 45 (22.2%)
  - ゴールドシップ 37 (18.2%)

2021年8月11日、記者投票の誤集計が発覚。キングカメハメハ、ダイワスカーレット、クロフネ、ジャスタウェイの4頭の得票数・得票率が訂正された。
2022年度
出典:JRAホームページ
- 投票結果：対象馬なし
- 選考対象馬：平成13年4月1日から令和3年3月31日の間に競走馬登録を抹消した馬
- 投票者数：202名（152票以上で選出）
- 得票数内訳（上位5頭）
  - アーモンドアイ 144 (71.3%)
  - キングカメハメハ 144 (71.3%)
  - ブエナビスタ 91 (45.0%)
  - モーリス 78 (38.6%)
  - ヴィクトワールピサ 30 (14.9%)

2023年度
出典:JRAホームページ
- 投票結果：アーモンドアイ
- 選考対象馬：平成14年4月1日から令和4年3月31日の間に競走馬登録を抹消した馬
- 投票者数：207名（156票以上で選出）
- 得票数内訳（上位5頭）
  - アーモンドアイ 200 (96.6%)→顕彰馬に選出
  - コントレイル 155 (74.9%)
  - キングカメハメハ 136 (65.7%)
  - ブエナビスタ 58 (28.0%)
  - モーリス 35 (16.9%)

2024年度
出典:
JRAホームページ
- 投票結果：コントレイル、キングカメハメハ
- 選考対象馬：2003年4月1日から2023年3月31日の間に競走馬登録を抹消した馬
- 投票者数：176名（132票以上で選出）
- 得票数内訳（上位5頭）
  - コントレイル 152 (86.4%)→顕彰馬に選出
  - キングカメハメハ 143 (81.3%)→顕彰馬に選出
  - オジュウチョウサン 102 (58.0%)
  - ブエナビスタ 45 (25.6%)
  - モーリス 39 (22.2%)

2025年度
出典:
JRAホームページ
- 投票結果：イクイノックス
- 選考対象馬：2004年4月1日から2024年3月31日の間に競走馬登録を抹消した馬
- 投票者数：158名（119票以上で選出）
- 得票数内訳（上位5頭）
  - イクイノックス 143 (90.5%)→顕彰馬に選出
  - オジュウチョウサン 117 (74.1%)
  - ブエナビスタ 55 (34.8%)
  - モーリス 50 (31.6%)
  - シーザリオ 28 (17.7%)

## 追悼競走
顕彰馬が死亡した場合、その直近の競馬開催日のメインレースにおいて、「○○○○(馬名)追悼競走」の副題を付して実施される。